# Juanes de Ávila
Juanes de Ávila o bien Juanes Dávila (n. Corona de España, ca. 1514 – f. Imperio español, finales del siglo XVI) era un licenciado y funcionario español que fuera asignado como gobernador y capitán general de Cuba desde 1544 hasta 1546. 

## Biografía
Juanes de Ávila obtuvo una licenciatura universitaria. Fue nombrado gobernador y capitán general de Cuba en 1544, por lo que llegó a Santiago de Cuba el 10 de febrero del mismo año.
Juanes de Ávila se casó con la viuda Guiomar de Guzmán. Durante su administración, Dávila desarrolló monopolios comerciales para obtener un beneficio personal, restringió a los consejos municipales, provocó la intimidación de la población cubana y fue objeto de sobornos, aceptados por él.
Debido a todo ello, fue acusado y enjuiciado, viéndose condenado a determinadas penas impuestas que hubiera cumplido si no fuera por las compras de personalidades y las artimañas que ejerció su mujer.
Dávila fue destituido en 1546, siendo reemplazado por Antonio de Chaves.